# Der schwarze Panther von Ratana
Der schwarze Panther von Ratana ist ein deutsch-italienischer Abenteuerfilm von Jürgen Roland aus dem Jahr 1963 mit Marianne Koch und Heinz Drache in den Hauptrollen. Der Farbfilm in Ultrascope wurde von Wolf C. Hartwig produziert.

## Handlung
Zwei von dem Amerikaner Larry Finch angeführte, thailändische Ganoven brechen vor den Augen anwesender Mönche einen wertvollen Edelstein aus dem Kopf einer im Tempel stehenden Buddhafigur. Es kommt zu einem Feuergefecht, die thailändischen Diebe werden von den Mönchen gefasst, während der Ausländer mit Hilfe seines im Fahrzeug wartenden, ebenfalls westlichen, Komplizen entkommt. So beginnt die Geschichte um eine unheimliche, schwarze Raubkatze, die das Dorf Ratana am Rande des Dschungels in Angst und Schrecken versetzt.
In Bangkok bekommt der deutsche Chefingenieur Paddberg von seinem Auftraggeber der Anglo-Thai Company mitgeteilt, dass dieser eine Zinnmine erwerben will und Paddberg zuvor ein Gutachten erstellen soll. Minenbesitzer Tschang hat derweil Ärger mit seinem ständig betrunkenen Sprengmeister: es ist ausgerechnet der Diamantenräuber Finch, der dort an der Seite seines Kumpels Jack Roller arbeitet. Schließlich kommt Tschang durch den Panther ums Leben, und Roller ist der Nutznießer. Als Ingenieur Paddberg vor Ort eintrifft, gerät er rasch in den Strudel der unheimlichen Ereignisse rund um den angeblich Menschen reißenden, schwarzen Panther. Mehrere Opfer hat es bereits gegeben: Nach Mr. Tschang, dem letzten Besitzer der Zinnmine von Ratana, sterben auch Pater Antonio, der Malaye Monk, der Chinese Liu Ling sowie dessen Ehefrau. Doch sind dies wirklich Unfälle oder steckt dahinter nicht vielmehr der Plan eines Mörders hinter der Maske einer Raubkatze?
Paddberg will den seltsamen Vorgängen auf den Grund gehen und bekommt Schützenhilfe von der Ärztin Dr. Keller, die bald ebenfalls in das Fadenkreuz eines unheimlichen Mörders gerät. Bald stellt sich heraus, dass das mörderische Treiben des schwarzen Panthers von Ratana in engem Zusammenhang mit den eingangs gezeigten Verbrechern und Tempelräubern steht. Hinter diesen inszenierten „Unfällen“ steckt Jack Roller, der sich Stück für Stück die ganze Mine unter den Nagel gerissen hat. Paddberg erkennt bald, dass dieser skrupellose Mann der Schlüssel zur Lösung des rätselhaften Falls sein muss. Es kommt zu weiteren Überfällen, Schlägereien und Schusswechseln, ehe Paddberg mit Hilfe einer sich als Tänzerin ausgebenden Polizistin namens Yvonne den Schurken mittels eines gewaltigen Wasserstrahls endgültig ausschalten kann.

## Produktionsnotizen
Der schwarze Panther von Ratana wurde 1962 in Thailand (Bangkok und in der Natur) gedreht und passierte die FSK-Prüfung am 7. März 1963. Die Uraufführung war am 15. März 1963.
Ludwig Spitaler hatte die Produktionsleitung. Die Bauten stammen aus der Hand von Hans Berthel. Willi Schwadorf war für den Ton zuständig. Der US-Amerikaner Brad Harris stand in Der schwarze Panther von Ratana am Anfang seiner deutschen Actionfilmkarriere und spielte hier ausnahmsweise mal einen Ganoven. Er wird, wie meist in seiner „deutschen Phase“, von Heinz Engelmann synchronisiert. Rosemarie Fendel spricht Luciana Gilli, die Tänzerin, die sich final als Polizistin herausstellt.

## Kritiken
„Auf äußere Spannung wird mehr Wert gelegt als auf innere Glaubwürdigkeit.“

Paimann’s Filmlisten resümierte: „Wie meist bei im Ausland gedrehten, deutschen Produktionen gehen die an sich sehenswerten Außenaufnahmen auf Konto Handlung, die sich nur mühsam zwischen den folkloristischen Passagen behauptet und den Mitwirkenden wenig Spielmöglichkeiten läßt.“

„Unglaubwürdiger und schwungloser Kriminal- und Abenteuerfilm in der exotischen Landschaft Thailands.“

„Der exotische Filmset kann kaum über die Schwunglosigkeit der Inszenierung hinwegtäuschen.“